# Кароль Ганке
Кароль Даніель Ганке (пол. Karol Daniel Hanke; 6 вересня 1903, Лодзь — 15 квітня 1964, Варшава, Польща) — польський футболіст, півзахисник.

## Життєпис
Народився 6 вересня 1903 року в Лодзі.
Футбольну кар'єру розпочав у місцевій команді ЛКС (1920—1924). Наступні вісім років виступав за львівський клуб «Погонь». Дворазовий чемпіон Польщі.
За національну збірну дебютував 29 червня 1924. У Лодзі польські футболісти перемогли збірну Туреччини (2:0). Останній матч провів 1 липня 1928, із збірною Швеції (2:1). Всього за головну команду країни провів дев'ять матчів: 4 перемоги, 2 нічиї та 3 поразки.
У 1936 році очолював варшавський клуб «Легія».
Помер 15 квітня 1964 року, на 61-му році життя, у Варшаві.

## Досягнення

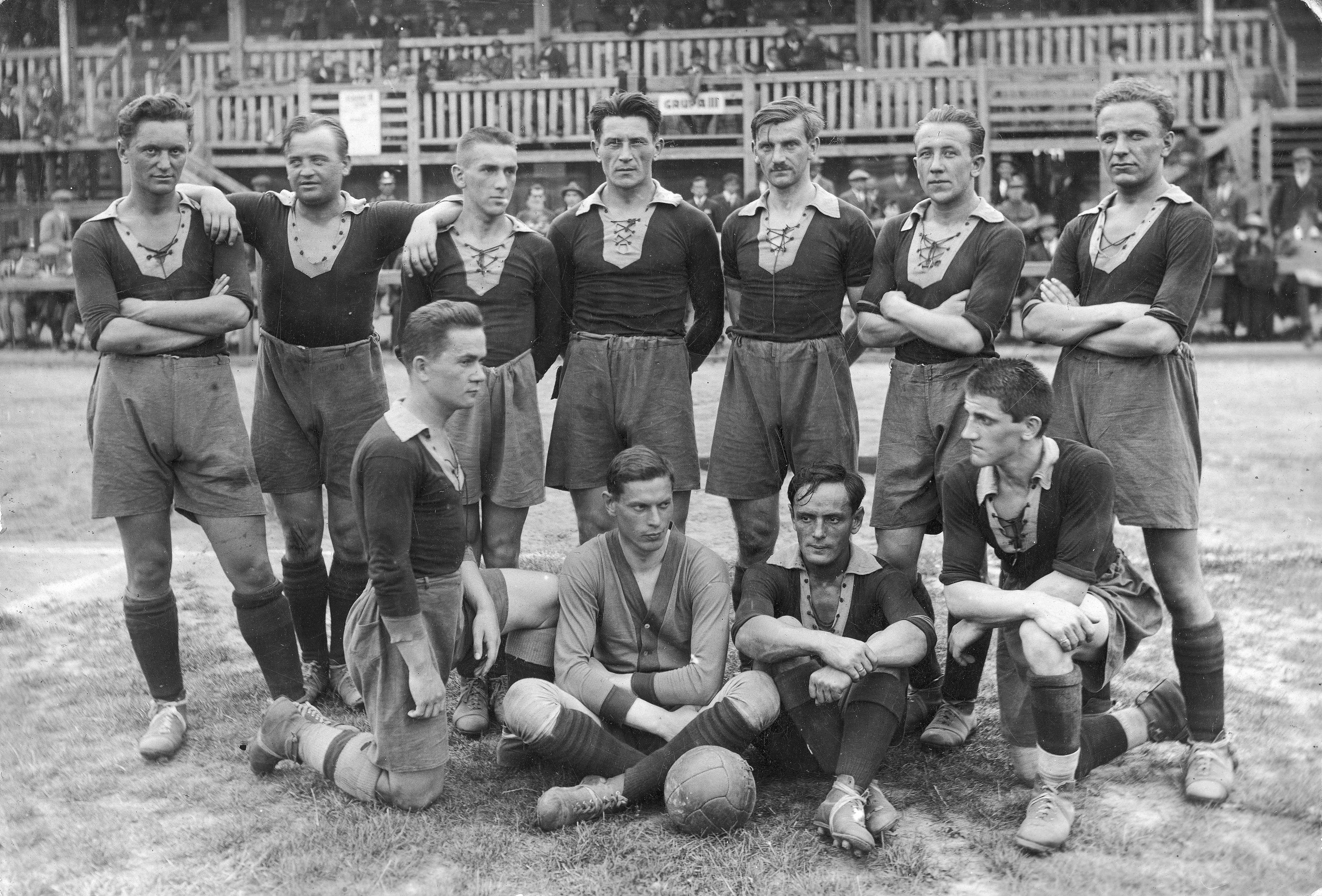
Перший ряд: Ганке, Ляхович, Фіхтель, Дойчманн; другий ряд: Олеарчик, Бач, Уріх, Гарбень, Кухар, Гебартовський, Шабакевич.

- Чемпіон Польщі (2): 1925, 1926

## Статистика
Статистика виступів у збірній Польщі:
| № | Дата             | Місто     | Господарі | Рахунок | Гості     | Голи                                               |
| - | ---------------- | --------- | --------- | ------- | --------- | -------------------------------------------------- |
| 1 | 29 червня 1924   | Лодзь     | Польща    | 2 : 0   | Туреччина | Бальцер, Рейман                                    |
| 2 | 10 серпня 1924   | Варшава   | Польща    | 1 : 0   | Фінляндія | Рейман                                             |
| 3 | 31 серпня 1924   | Будапешт  | Угорщина  | 4 : 0   | Польща    | Карасяк (а/г), Такач (2), Орт                      |
| 4 | 19 липня 1925    | Краків    | Польща    | 0 : 2   | Угорщина  | Вінклер, Гольцбауер                                |
| 5 | 30 серпня 1925   | Гельсінкі | Фінляндія | 2 : 2   | Польща    | Лінна, Кулмала — Сталіньський, Калужа              |
| 6 | 2 вересня 1925   | Таллінн   | Естонія   | 0 : 0   | Польща    |                                                    |
| 7 | 2 жовтня 1925    | Стамбул   | Туреччина | 1 : 2   | Польща    | Гюнел — Адамек, Сперлінг                           |
| 8 | 1 листопада 1925 | Краків    | Польща    | 2 : 6   | Швеція    | Сперлінг, Кухар — Даль (2), Йоханссон (2), Ридберг |
| 9 | 1 липня 1928     | Катовиці  | Польща    | 2 : 1   | Швеція    | Сталіньський, Кухар — Перссон                      |